# 139a Brigada Mixta (Exèrcit Popular de la República)
La 139a Brigada Mixta va ser una unitat de l'Exèrcit Popular de la República creada durant la Guerra Civil Espanyola.

## Historial
La brigada va ser creada el maig de 1937 com una unitat de reserva de l'Exèrcit de l'Est i va ser assignada a la 33a Divisió. El comandant d'infanteria Bartomeu Muntané i Cirici —veterà de la Guerra del Rif— va ser designat cap de la 139a Brigada Mixta; un mes després que Muntané assumís la prefectura, després del període de formació i ensinistrament, el comandament de la brigada va passar al comandant de cavalleria José Souto Montenegro.
Al juny la unitat, assignada a la 33a Divisió, va ser enviada al front d'Andalusia. Va instal·lar la seva caserna general a Jaén, i posteriorment en Arjona. Encara que amb posterioritat la divisió va ser traslladada al centre per a participar en la batalla de Brunete, la 139a BM va romandre en terres andaluses i va ser assignada a la 20a Divisió. Al març de 1938 va quedar assignada a la reserva general de l'Exèrcit d'Andalusia, però poc després seria enviada al Front d'Aragó per a fer front a l'ofensiva enemiga.
Situada en un començament com a unitat de reserva a Híjar, no va trigar a ser enviada al front per a reforçar la defensa de Casp. Va arribar al front de batalla l'11 de març, i l'endemà passat va sofrir un greu revés que va suposar la pèrdua d'un dels seus batallons. La 139a BM va romandre algun temps més en primera línia de combat, al sector de Calanda, però acabaria per retirar-se a la zona de Bot-Prat del Comte-Paüls, agrupant-se al costat de les divisions 3a i 11a; poc després va quedar assignada a la 35a Divisió Internacional i va ser sotmesa a una profunda reorganització, rebent alguns elements procedents de les Brigades Internacionals.
La brigada va ser posteriorment assignada a la 45a Divisió Internacional, malgrat el fet que la 139a BM estava formada principalment per soldats espanyols. El 26 de juliol, després del començament de la batalla de l'Ebre, la brigada va travessar el riu per Benifallet per a cobrir les noves posicions republicanes sobre el riu Canaleta. Per aquestes dates la 139a BM agrupava entorn de 2.656 efectius humans. El 19 de setembre un atac enemic va aconseguir trencar el front, però la brigada va romandre en la zona durant algun temps més fins a la retirada de brigadistes internacionals. Llavors va ser retirada a la rereguarda i traslladada a Olesa de Montserrat per a reorganitzar-se.
El comandant d'infanteria Magnerico Valderrama García va assumir el comandament de la 139a BM, coincidint amb l'inici de la campanya de Catalunya. Va ser enviada al capdavant per a intentar frenar els avanços enemics a Reus, però després d'aconseguir aquest sector el 13 de gener de 1939 no va poder fer gran cosa i es va unir a la retirada d'altres unitats republicanes. En plena retirada cap a la frontera francesa el comandament seria assumit pel major de milícies Rafael García Sousa.

## Comandaments
Comandants
- Comandant d'infanteria Bartomeu Muntané i Cirici;
- Comandant de cavalleria José Souto Montenegro;
- Comandant d'infanteria Magnerico Valderrama García;
- Major de milícies Rafael García Sousa;

Comissaris
- Marià Prat Fainé
- Rafael González Fernández

## Notrs
1. ↑  Va tenir una actuació destacada en la Guerra del Marroc, sent condecorat amb la Creu Llorejada de Sant Ferran.[1]